# Соспель
Соспе́ль (фр. Sospel, итал. Sospello) — коммуна на юго-востоке Франции в регионе Прованс — Альпы — Лазурный берег, департамент Приморские Альпы, округ Ницца, кантон Конт. До 2015 года коммуна являлась административным центром одноимённого кантона.

## Географическое положение
Находится приблизительно в 20 километрах севернее Ментоны, на высоте 350 метров над уровнем моря, близ национального парка Меркантур. До 2015 года коммуна Соспель являлась административным центром одноимённого кантона, входящего в округ Ницца. Через городок протекает река Бевера.
Площадь коммуны — 62,39 км², население — 3440 человек (2006) с тенденцией к росту: 3568 человек (2012), плотность населения — 57,2 чел/км².

## Население
Население коммуны в 2011 году составляло 3537 человек, а в 2012 году — 3568 человек.
| 1962 | 1968 | 1975 | 1982 | 1990 | 1999 | 2005 | 2006 | 2010 | 2011 | 2012 |
| ---- | ---- | ---- | ---- | ---- | ---- | ---- | ---- | ---- | ---- | ---- |
| 2321 | 2582 | 1828 | 2171 | 2592 | 2885 | 3394 | 3440 | 3527 | 3537 | 3568 |

Динамика численности населения:

## Экономика
В 2010 году из 2109 человек трудоспособного возраста (от 15 до 64 лет) 1557 были экономически активными, 552 — экономически неактивными (показатель активности 73,8 %, в 1999 году — 67,5 %). Из 1557 активных трудоспособных жителей работали 1408 человек (752 мужчины и 656 женщин), 149 числились безработными (62 мужчины и 87 женщин). Среди 552 трудоспособных неактивных граждан 148 были учениками либо студентами, 223 — пенсионерами, а ещё 181 — были неактивны в силу других причин.
На протяжении 2010 года в коммуне числилось 1523 облагаемых налогом домохозяйства, в которых проживало 3455 человек. При этом медиана доходов составила 19 тысяч 213 евро на одного налогоплательщика.

## Достопримечательности (фотогалерея)
В Соспеле хорошо сохранился выстроенный ещё в Средневековье Старый город. Через реку Бевера, разделяющую Соспель на две части, проложен мост постройки XI столетия, рядом с ним — башня, служившая таможней. Во время Второй мировой войны, в 1944 году мост был сильно повреждён, восстановлен к 1953 году. Центральной является площадь Сен-Николя с кафедральным собором Сен-Мишель. Возведённый в середине XVII столетия собор соединяет в своей архитектуре французский классицизм и итальянское барокко. Рядом находится построенная в романском стиле колокольня, относящаяся к более ранней эпохе.

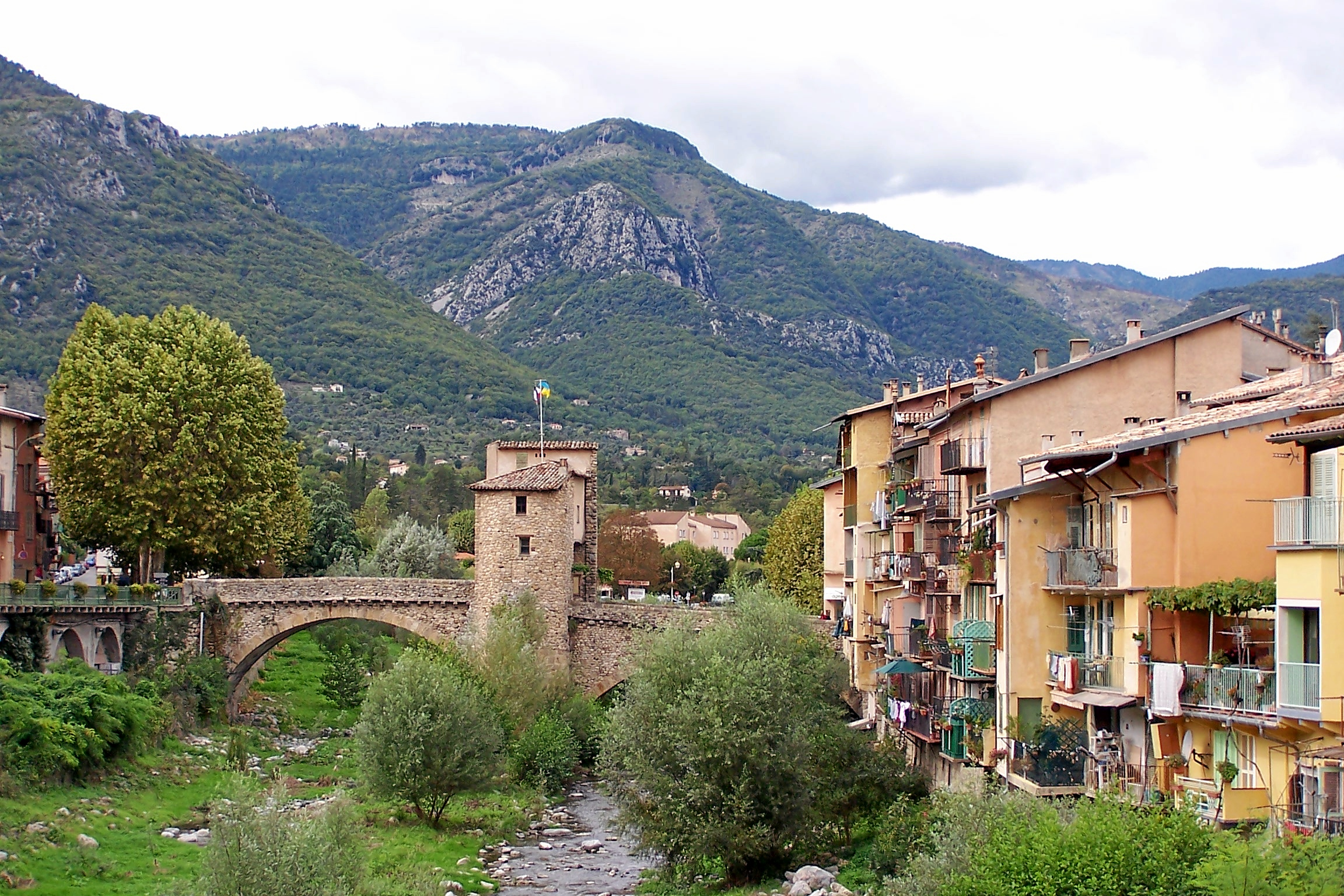
Мост в Соспеле
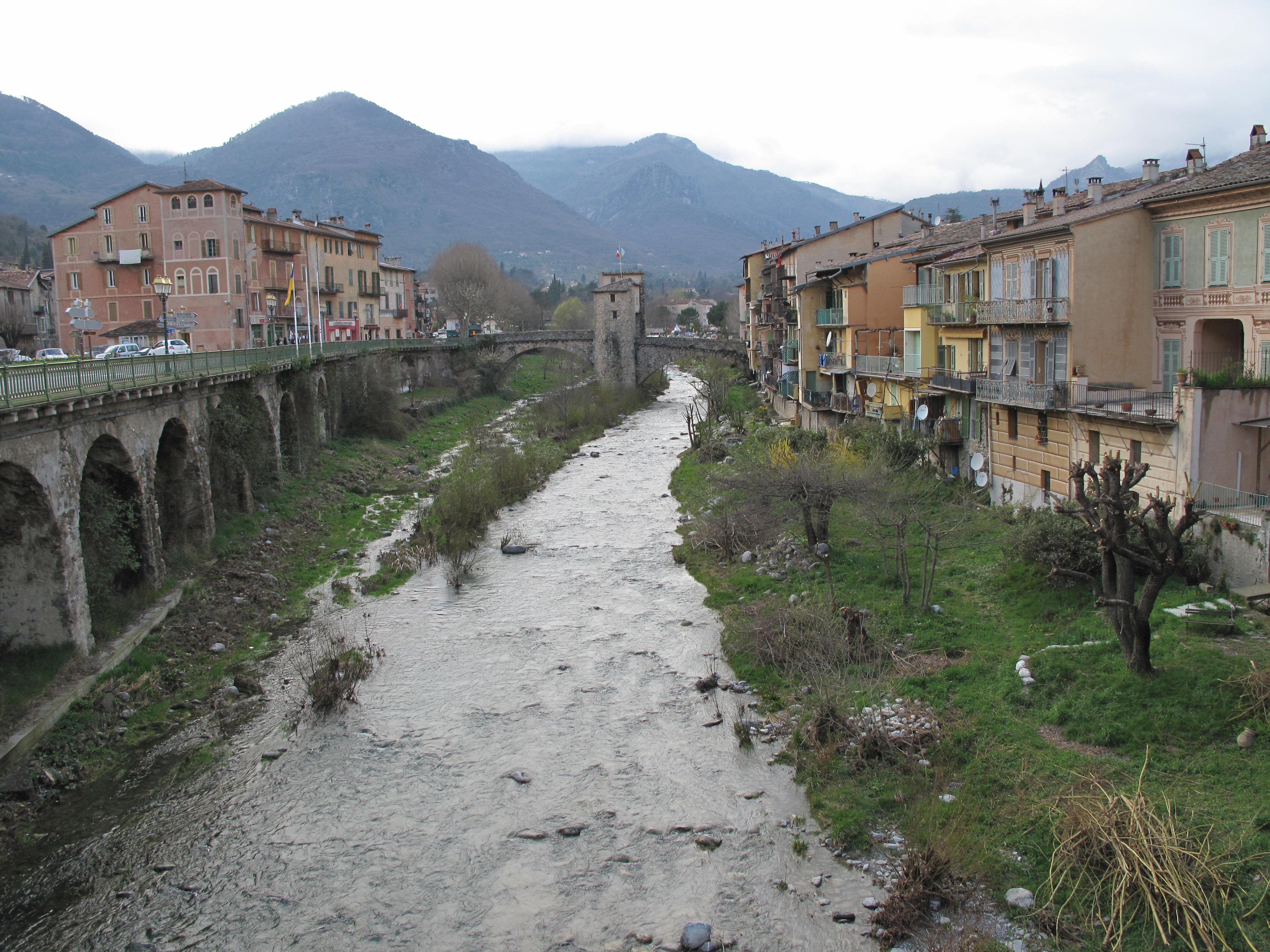
Вид на реку Бевера
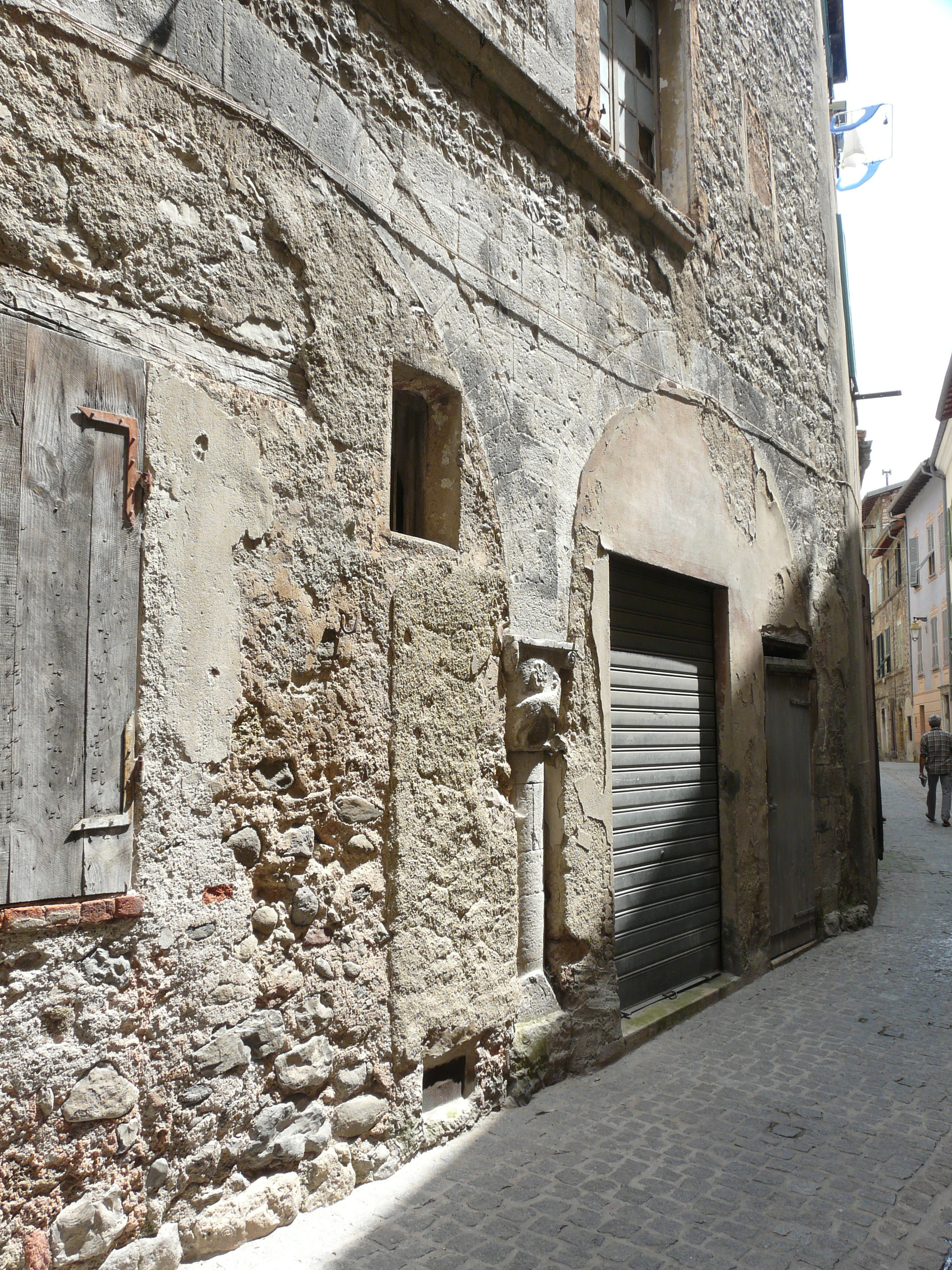
Городские пейзажи
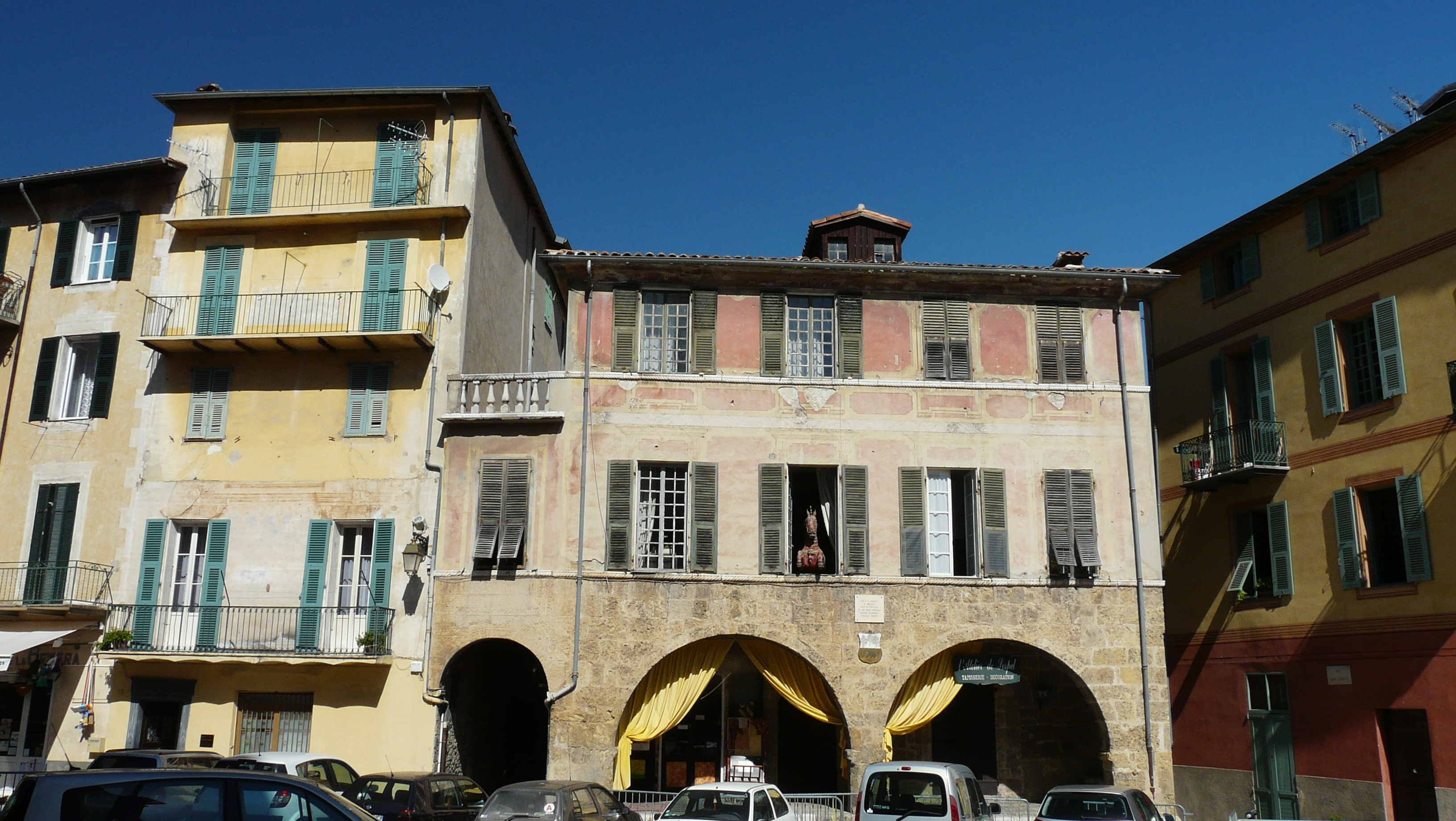
В Старом городе Соспеля
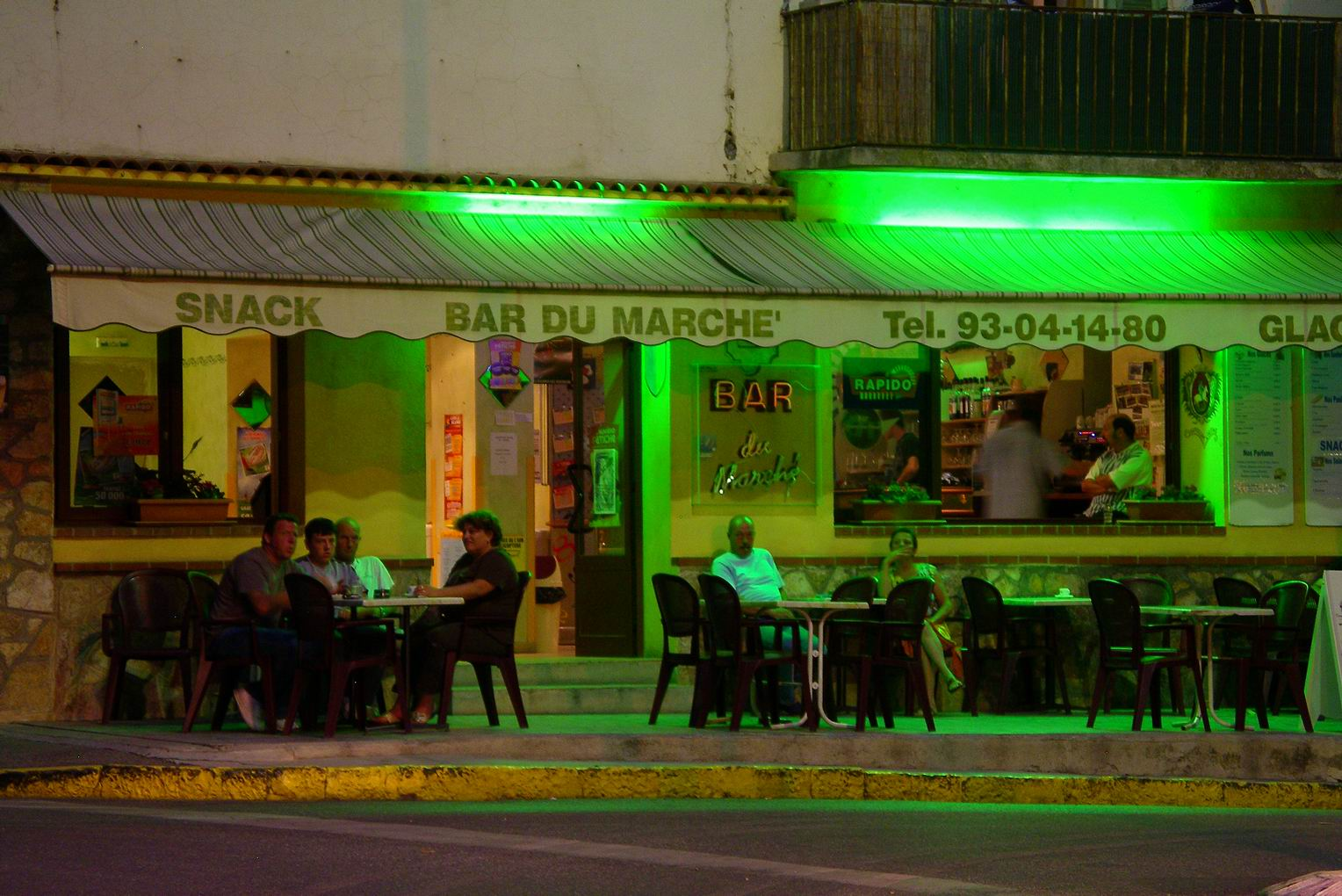
Бар в Соспеле
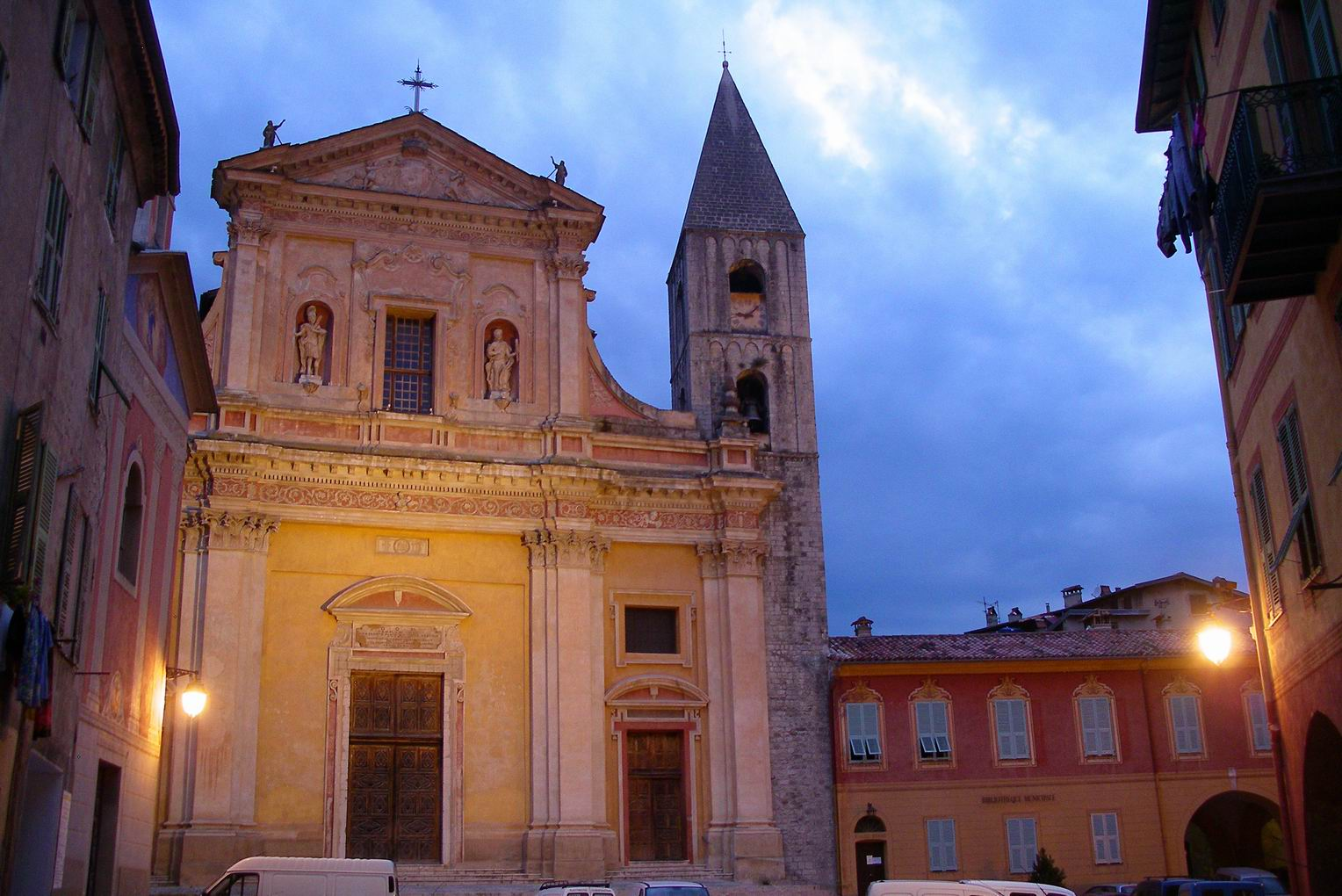
Собор
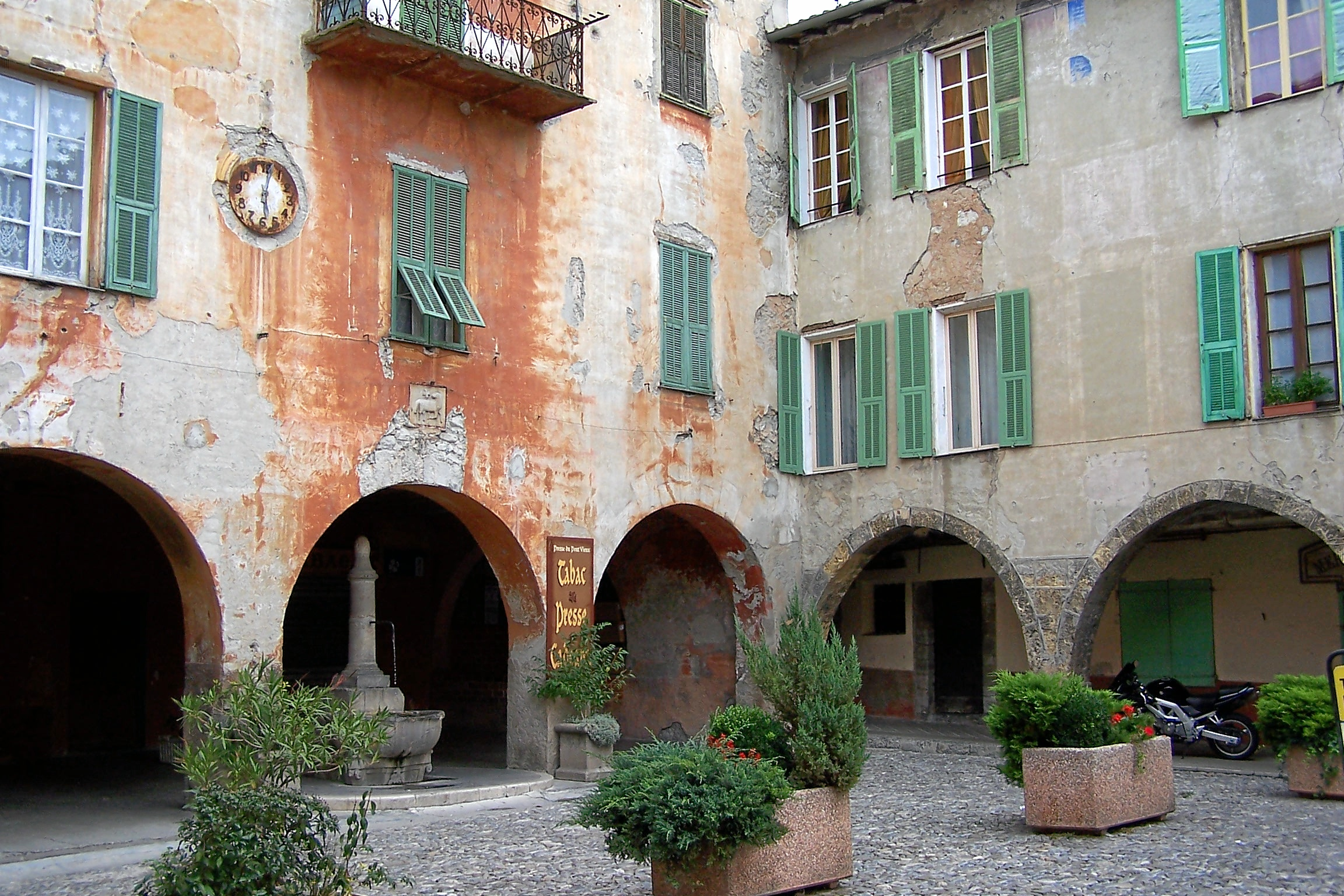
Площадь Сен-Николя в Старом городе